# Prudencio Cortés
Prudencio Cortés Sánchez (* 12. November 1951 in El Salto, Jalisco), auch bekannt unter dem Spitznamen El Pajarito (Das Vöglein),  ist ein ehemaliger mexikanischer Fußballspieler auf der Position des Torwarts.

## Laufbahn
Cortés begann seine Laufbahn beim seinerzeit in der zweiten Liga spielenden CD Zamora.
Im Sommer 1970 wurde er vom Hauptstadtverein Club América verpflichtet, mit dem er gleich in seiner ersten Saison 1970/71 die mexikanische Fußballmeisterschaft gewann und bis heute der jüngste zum Einsatz gekommene Torhüter einer Meistermannschaft des Club América ist. Insgesamt absolvierte er in der Meistersaison 1970/71 fünfzehn Einsätze. Außerdem gewann er mit den Americanistas 1974 den mexikanischen Pokalwettbewerb.
1975 wechselte er zu den gerade in die höchste Spielklasse aufgestiegenen UAG Tecos. Bei dem in seinem Heimatbundesstaat Jalisco ansässigen Verein stand „Pajarito“ Cortés bis zur Beendigung seiner aktiven Laufbahn unter Vertrag und fungierte über weite Strecken als dessen Stammtorhüter.
Für die mexikanische Nationalmannschaft kam El Pajarito insgesamt sechsmal zum Einsatz: zweimal 1972 und die anderen viermal 1981.

## Erfolge
- Mexikanischer Meister: 1971
- Mexikanischer Pokalsieger: 1974